# Burle (vent)
Pour les articles homonymes, voir Burle.

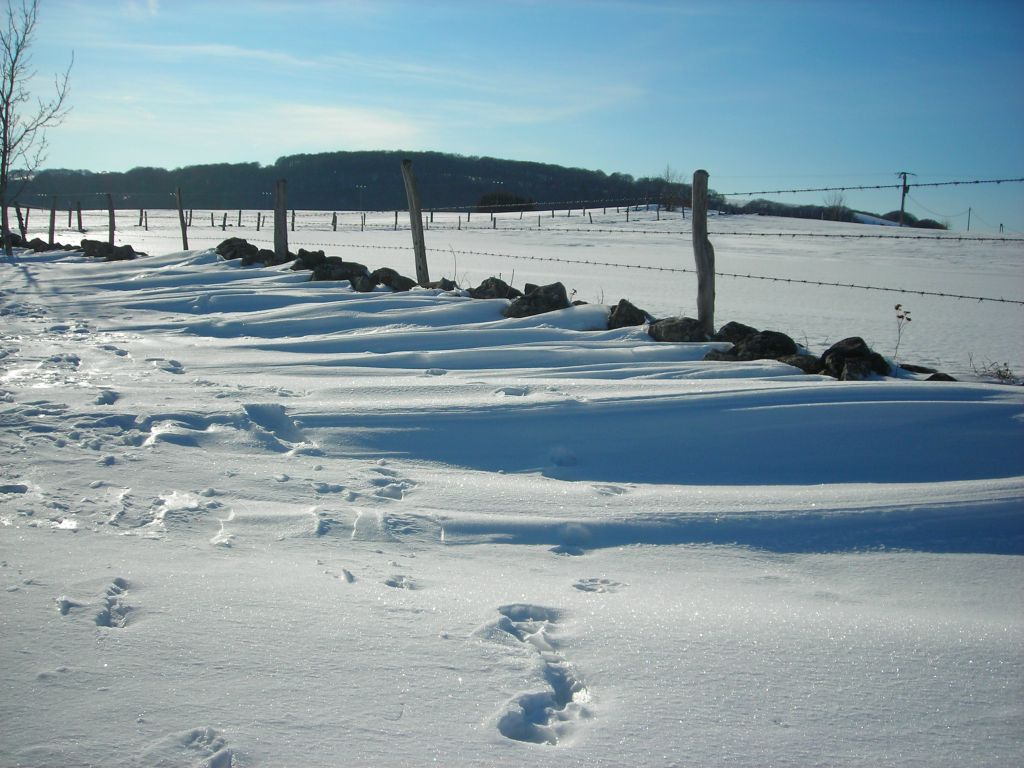
Des petites congères formées par la burle du plateau d'Aubrac.

La burle est le nom donné au vent du Nord qui souffle l'hiver dans le centre-sud de la France à l'est du Massif central sur les plateaux dénudés du Velay, d'Ardèche ou des monts du Forez.
La burle est un vent d'hiver, qui souffle habituellement dans des régions déjà froides. La température ressentie qui en découle est souvent particulièrement basse, et crée une ambiance glaciale. Lorsque la région est enneigée, la burle peut être responsable de la formation de congères.
Le triangle de la Burle est une expression popularisée par le journaliste Jean Peyrard dans les années 1980 pour décrire une zone comprise entre le massif du Pilat près de Saint-Étienne, le Puy-en-Velay et le mont Mézenc où bon nombre de catastrophes aériennes auraient eu lieu depuis près d’un siècle, puis par les deux ouvrages de l'écrivain Renaud Benoist dans 'En quête du Triangle de la Burle' tome 1 en 2013, et tome 2 en 2023.
Le nom de ce vent très froid et associé à l'hiver est rentré dans le langage courant dans le patois de la région de Saint-Étienne, le parler gaga. Il est courant de dire qu'il "burle" quand la température est particulièrement froide.